# Kōji Saitō
Ne pas confondre avec Kōji Satō (photographe)
Kōji Saitō (斎藤 鵠児, Saitō Kōji, né en 1893, date de décès inconnue) est un photographe japonais.